# Úpolínová louka - Křížky
Úpolínová louka - Křížky este o arie protejată (arie specială de conservare — SAC, sit de importanță comunitară — SCI) din Republica Cehă întinsă pe o suprafață de 687,18 ha, integral pe uscat.

## Localizare
Centrul sitului Úpolínová louka - Křížky este situat la coordonatele 50°03′51″N 12°45′45″E / 50.064167°N 12.7625°E.

## Înființare
Situl Úpolínová louka - Křížky a fost declarat sit de importanță comunitară în aprilie 2005 pentru a proteja 2 specii de plante și 1 specie de animale. Situl a fost protejat și ca arie specială de conservare în iulie 2012.

## Biodiversitate
Situată în ecoregiunea continentală, aria protejată conține 7 habitate naturale: Pajiști uscate europene, Pante stâncoase silicioase cu vegetație casmofită, Liziere de ierburi înalte hidrofile de câmpie și de nivel montan până la alpin, Mlaștini turboase de tranziție și turbării mișcătoare, Păduri acidofile de Picea de la nivel montan la nivel alpin (Vaccinio-Piceetea), Pajiști cu Molinia pe soluri calcaroase, turboase sau argilos-nămoloase (Molinion caeruleae), Formațiuni ierboase bogate în specii de Nardus, dezvoltate pe substraturi silicioase în zone montane (și în zone submontane, în Europa continentală).
La baza desemnării sitului se află mai multe specii protejate:
- plante (2): Asplenium adulterinum, Cerastium alsinifolium
- nevertebrate (1): fluturele auriu (Euphydryas aurinia)